# Teatro Serelepe
O Teatro Serelepe é um dos mais conhecidos teatros itinerantes em atuação no Estado do Rio Grande do Sul, tendo iniciado as suas atividades em 1962, encenando peças de autores consagrados da dramaturgia internacional, como William Shakespeare e Alexandre Dumas, e da dramaturgia nacional, como Antenor Pimenta e Francisco Inácio do Amaral Gurgel.
Décio de Almeida Prado, em sua obra O teatro brasileiro moderno, contempla a importância dos teatros itinerantes e/ou mambembes para a disseminação cultural em território nacional, uma vez que as peças teatrais eram montadas no Rio de Janeiro, permaneciam em cartaz durante algum tempo e necessitavam ser substituídas por outras, de modo que as peças anteriores serviam para excursionar pelo país. Contudo, havia poucos artistas dispostos a aventurarem-se pelo interior, dessa forma, coube aos artistas do teatro mambembe, dentro das limitações artísticas, cênicas, econômicas, levarem o espetáculo para as pequenas cidades do país, num tempo em que o cinema e, muito menos, a televisão existiam.
O teatro propriamente dito nasceu na Acrópole grega, ainda que seja possível rastrear um teatro rudimentar no antigo Egito cerca de 5.000 a.C. Os primeiros estudos acerca da arte e do teatro, em particular, foram empreendidos por Aristóteles, o filósofo de Estagira, que, em sua Poética, contemplou as tragédias escritas por Ésquilo, Sófocles e Eurípedes. Ao longo dos séculos, embora tenha sofrido alterações, a arte do teatro manteve-se sempre em voga. No Brasil, o teatro foi trazido, inicialmente, pelos ciganos, mas ganhou notoriedade por sua adoção didática feita pelos padres jesuítas. Quanto ao circo-teatro, Daniele Pimenta destaca uma intensa troca artística entre atores do teatro dito erudito e homens e mulheres de circo, o que configuraria, mais tarde, a inserção de montagens teatrais no espaço circense, tendo havido, primeiro, a adoção de pantominas mescladas com concertos musicais, que, em geral, redundavam em bailes comunitários. Neste particular, José Guilherme Cantor Magnani identifica o caráter híbrido do circo-teatro brasileiro que viria estabelecer-se, abarcando musicais, comédias, esquetes, assim como peças ditas sérias, especialmente, montagens de melodramas.

## Origens
Mais ou menos no tempo abarcado pelas ponderações teóricas de Décio Prado, no interior de Sorocaba/SP, apresentava-se, na modalidade palestras cômicas (equivalente à comédia stand-up contemporânea), Francisco Silvério de Almeida, levando alegria aos trabalhadores das lavouras cafeeiras. Certa noite, indisposto, Francisco Silvério determinou que o filho, José Epaminondas, avisasse o dono de uma fazenda que não poderia apresentar-se. O jovem, porém, baseado na experiência que adquirira observando o pai, realizou a sua estreia artística e encantou a plateia. Verificava-se, assim, na prática, um dado que é posto pela pesquisadora Ermínia Silva, em sua dissertação de mestrado, que se refere à prática aprendida no cotidiano e levada ao palco pelos descendentes dos artistas itinerantes, os chamados saberes de ofício.
Aprovado pelo pai, José Epaminondas passou a dar espaço para o cômico caipira Nhô Bastião e a apresentar-se ao lado da irmã Isolina, que adotou o nome artístico de Nh’ana. Eis a gênese do Teatro Serelepe, que somente se consagraria a partir de 1962, na cidade de Cruz Alta, quando José Maria de Almeida, filho de Nhô Bastião, assumiria em definitivo o comando do espetáculo como o palhaço Serelepe, seguindo legatário de uma longa tradição de palhaços.
José Epaminondas ainda daria vida ao palhaço Fedegoso, seguindo os preceitos delineados por Mario Bolognesi em estudo clássico que aborda os artistas do riso, o qual rastreia a origem da figura clownesca entre os artista da Commedia dell'arte, distinguindo o clown branco e o Augusto. No entanto, uma noite, em face de uma crítica emitida pela plateia, José Epaminondas abreviou a existência de Fedegoso, não mais apresentando-o.
Isolina/Nh'ana permaneceu durante algum tempo trabalhando com o irmão, mais tarde, casou-se, teve um filho, passou a residir na cidade de Sorocaba, atuou como professora, escrevente em um cartório, retornou ao convívio circense, no período em que José Epaminondas havia adquirido o circo de pau a pique denominado Circo Oriente.
Com o passar dos anos, Isolina/Nh’ana casou-se novamente e estabeleceu o seu próprio teatro ao lado do marido, o Teatro Nh’ana, objeto de estudo de Lourival Andrade Jr. Nhô Bastião adquiriu um novo teatro, no estilo politeama, feito com placas de metal e com arquibancadas para a assistência, a Politeama Oriente. Nesse tempo, o grupo artístico já excursionava pelos estados de São Paulo, Paraná, Santa Catarina e Rio Grande do Sul, embora José Epaminondas tivesse adquirido um sítio em Ponta Grossa/PR, local que é considerado ponto de origem de vários teatros mambembes em atividade ou já extintos que atuaram em toda a região sul, como é o caso do Circo Teatro Biriba.
Ao grupo da família Almeida, reuniu-se em meados dos anos 50, a família Benvenuto, que fora proprietária da Politeama Azul ou Pavilhão Azul, no interior paulista. Lea, filha de Luiz e Alice Benvenuto, casou-se com José Maria, filho mais velho de Nhô Bastião, dando origem a uma longa parceria artístico-familiar, em 1959. Do matrimônio, nasceram Ben-hur, Isabel Cristina, Maria José, Jaqueline, Marcelo e Ulisses. Desde muito cedo, o pai – Nhô Bastião – preparara o filho para sucedê-lo como o galã da companhia, como palhaço, como chefe dos negócios na companhia itinerante.

## Sob o comando Serelepe
Em 1962, quando a companhia encontrava-se em Cruz Alta, interior do Rio Grande do Sul, o palhaço Serelepe preparava-se para entrar em cena, quando foi informado que Nhô Bastião falecera em Ponta Grossa/PR, acompanhado pela segunda esposa, Doroti, pelos filhos menores, José Renato e Antonio Carlos, e pela irmã, Isolina. Coube a José Maria, o palhaço Serelepe, enfrentar as adversidades e levar adiante o projeto do avô e do pai, ao lado dos irmãos Francisco e Ítalo (irmão adotivo). Em 1968, José Renato reuniu-se ao grupo e, em 1972, casou-se com Ana Maria, irmã de Lea. No ano de 1994, José Renato deu início ao seu próprio teatro: o Teatro do Bebé. O palhaço Bebé é analisado por Mario Bolognesi, em seu livro Palhaços.
O Teatro Serelepe permaneceu em atuação no estado do Rio Grande do Sul, apresentando peças “de chorar”, conforme denomina Silvia Oroz, adaptações de obras consagradas da literatura nacional e internacional, como Romeu e Julieta, A Escrava Isaura, O morro dos ventos uivantes, além de textos no estilo de Melodrama, assim como adaptações de filmes, como foi o caso de A Canção de Bernadette e Marcelino, pan y vino.
De um modo geral, o espetáculo era composto por uma peça de viés dramático, seguido por um show musical e, ao final, havia a apresentação de um esquete cômico, sob o comando do palhaço Serelepe.
Em 1981, o Teatro Serelepe encerrou temporariamente as suas atividades, recolhendo-se à cidade de Curitiba/PR, mas, em 1999, a trupe retornou à itinerância, sob o comando de Marcelo Benvenuto de Almeida, que também adotou o nome Serelepe.
Em entrevista publicada pela Revista Fragmentum, do Programa de Pós-graduação em Letras da Universidade Federal de Santa Maria, Ben-hur, o filho mais velho de José Maria de Almeida, contou a sua fracassada experiência como palhaço, o que determinou, de certa forma, que Marcelo assumisse a função cômica na companhia.
Pois é, isso é uma coisa engraçada... Nunca tive vontade alguma de me pintar de palhaço... Aliás, minha experiência com ele é terrível! Quando eu tinha uns 12 para 13 anos e minha mãe apresentava as matinês dominicais, à tarde, faltou uma pessoa para fazer o palhaço. Naquela ocasião, resolvi começar a minha carreira e falei: ‘Eu faço, mãe!’ ... Ela, coitadinha, teve a infeliz ideia de dizer que eu poderia fazer aquela experiência. Foi o começo e o final da minha carreira: foi horrível! Para simplificar o fracasso, basta dizer que as crianças não esboçavam a menor reação e eu tentava e tentava, experimentava de tudo que vira meu pai e outros palhaços fazerem, mas nada! Minha mãe ria nos bastidores e acenava para que eu continuasse, ela parecia dizer: ‘Você está agradando’, mas, não tenho dúvida, agradei apenas a minha mãe...
Na tese de doutorado, “Entre risos e lágrimas: Os Serelepes e a memória do teatro itinerante”, Elaine dos Santos analisou textos melodramáticos e adaptações encenadas pelo grupo teatral nos anos 1950, 1960 e 1970, como Os dois sargentos, Honrarás nossa mãe, E o céu uniu dois corações, Ferro em brasa e O carrasco da escravidão, concluindo que os teatros itinerantes, como é o caso particular do Teatro Serelepe, disseminaram cultura no interior do país num tempo em que não havia cinema, muito menos televisão, levando nomes consagrados da dramaturgia internacional para as comunidades interioranas que não teriam outras formas para conhecê-los se não fosse por meio dos teatros mambembes. Ademais, a pesquisadora anota que as referidas peças constituem uma preparação do público para as telenovelas trazidas pela televisão e que seguem, grosso modo, a mesma estrutura dos textos melodramáticos.